# Agrostistachys staminodiata
Agrostistachys staminodiata là một loài thực vật có hoa trong họ Đại kích. Loài này được Sevilla mô tả khoa học đầu tiên năm 2001.